# Storsjön (Hannäs socken, Småland)
Storsjön är en sjö i Åtvidabergs kommun i Småland och ingår i Vindåns huvudavrinningsområde. Sjön har en area på 2,47 kvadratkilometer och ligger 34 meter över havet. Sjön avvattnas av vattendraget Vindån (Fänån).

## Delavrinningsområde
Storsjön ingår i det delavrinningsområde (645250-153220) som SMHI kallar för Utloppet av Storsjön. Medelhöjden är 60 meter över havet och ytan är 13,33 kvadratkilometer. Räknas de 4 avrinningsområdena uppströms in blir den ackumulerade arean 63,76 kvadratkilometer. Avrinningsområdets utflöde Vindån (Fänån) mynnar i havet. Avrinningsområdet består mestadels av skog (53 %) och jordbruk (14 %). Avrinningsområdet har 2,46 kvadratkilometer vattenytor vilket ger det en sjöprocent på 18,5 %.